# Вишняускене, Геновайте Ионовна
Геновайте Ионовна Вишняускене — советский литовский хозяйственный деятель, Герой Социалистического Труда.

## Биография
Родилась в 1927 году в Вилкиое.
В 1949—1954 — работница фермы, в 1954—1959 — доярка, в 1959—1980 годах — вновь работница животноводческой фермы колхоза «Кяляс и комунизма» Вилькийского района Литовской ССР.
В 1980—1981 — работница животноводческой фермы колхоза «Драугистес» Каунасского района Литовской ССР.
Указом Президиума Верховного Совета СССР от 5 апреля 1958 года присвоено звание Героя Социалистического Труда с вручением ордена Ленина и золотой медали «Серп и Молот».
Умерла в 1981 году в Скребеняе.

## Награды и звания
- Герой Социалистического Труда (05.04.1958)
- Орден Ленина (05.04.1958)